# Уилман, Энди
Эндрю Невилл «Энди» Уилман (англ. Andrew Neville "Andy" Wilman) — британский телевизионный продюсер, который известен по таким проектам, как Top Gear (2002-15) и The Grand Tour.

## Биография
Энди Уилман родился 16 августа 1962 года в Глоссоп, графство Дербишир, Англия.
Наиболее известен, как исполнительный продюсер Top Gear с 2002 до 2015 года, а также как ведущий Top Gear с 1994 до 2001 года. Именно Энди Уилман и Джереми Кларксон в 2001 году предложили BBC не закрывать Top Gear, а изменить его формат. Также Уилман создал образ тайного гонщика — Стига и оставался неизменным продюсером Top Gear до 2015 года, когда был уволен Джереми Кларксон. Уилман и Кларксон вместе учились в Repton School.

## The Grand Tour
После увольнения Джереми Кларксона в марте 2015 года, Ричард Хаммонд, Джеймс Мэй и Энди Уилман покинули шоу вместе с ним. В июле 2015 года была создана компания W. Chump and Sons Ltd, 30 июля 2015 года было объявлено о подписании экс-ведущими Top Gear контракта с Amazon на создание нового шоу. На протяжении 2015 года на имена Уилмана, Кларксона, Хаммонда и Мея было зарегистрировано еще три компании, которые занимаются производством и промоушеном The Grand Tour.

## Работы

### Продюсер
- "Jeremy Clarkson'S Motorworld" (1995-96)
- "Jeremy Clarkson'S Extreme Machines" (1998)
- "Jeremy Clarkson Meets the Neighbours" (2002)
- "Top Gear" (2002-15)
- "The Victoria Cross: For Valour" (2003)
- "Jeremy Clarkson: Greatest Raid of All Time" (2007)
- "The Grand Tour" (2016–)

### Телеведущий
- "Top Gear" (35 эпизодов, 1994-2001)

## Награды
| Год  | Награда | Проект     | Результат     | Вместе с                          |
| ---- | ------- | ---------- | ------------- | --------------------------------- |
| 2005 | BAFTA   | "Top Gear" | "'Победа"'    | Джереми Кларксон, Гарри Бродхарст |
| 2004 | BAFTA   | "Top Gear" | "'Номинация"' | Гари Хантер, Джереми Кларксон     |